# ゲイル・ハロルド
ゲイル・ハロルド（Gale Harold、本名：
Gale Morgan Harold III、1969年7月10日 - ）は、アメリカ合衆国の俳優。ディケーター（ジョージア州）出身。2000-2005年にアメリカ合衆国とカナダで放送されたテレビドラマ『クィア・アズ・フォーク』および『失踪-Vanished』への出演でよくで知られる。2008年5月から『デスパレートな妻たち』にゲスト出演。その後、『CSI:ニューヨーク』にゲスト出演し、犯人役を演じた。『Hellcats』（原題）、『シークレット・サークル』（日本ではAXNで2012年09月3日から放送された）と続けて出演するが、どちらもワンシーズンのみの放送となった。

## 来歴

### 生い立ち
エンジニアの父、不動産屋勤務の母親の3人兄弟の2番目としてジョージア州ディケーターで生まれる。ハロルドの両親は敬虔なペンテコステ派の信者で、厳しくしつけられたが、15歳の時に離教した。
アトランタのロベット校を卒業後、ワシントンD.C.のアメリカン大学にサッカー奨学生として進学。リベラル・アーツを専攻するも、一年半後、監督との軋轢もありカリフォルニア州サンフランシスコに移り、サンフランシスコ・アート・インスティテュートで写真を学ぶ。
俳優業を始める前は、建設作業員やドゥカティで技術者として働いたりと様々な職業に就いていた。
1997年、ロサンゼルスに移り、演劇の勉強をはじめる。28歳の時に A Noise Within に受け入れられる。

### キャリア
2000年にShowtimeのゲイを描いたドラマ『クィア・アズ・フォーク』（2000-2005）のブライアン・キニー役としてレギュラー出演。その後、『失踪-Vanished』のグラハム・ケルトン捜査官役で主演。
『LAW & ORDER:性犯罪特捜班』や『グレイズ・アナトミー 恋の解剖学』にゲスト出演。2008年の9月からは『デスパレートな妻たち』に出演している。

### 私生活
『デスパレートな妻たち』に出演中の2008年10月14日、自らバイクを運転中に事故を起こし入院、重体と伝えられたが、回復後番組に復帰した。事故後のインタビューでは自分のキャラクターが死んでしまうのではないかと思い、一切『デスパレートな妻たち』は視聴しなかったと答えている。

## 主な出演作品

### テレビ
| 出演年    | 邦題 原題                                              | 役名                     | 備考                                                           |
| --------- | ------------------------------------------------------ | ------------------------ | -------------------------------------------------------------- |
| 2000-2005 | クィア・アズ・フォーク（米国バージョン） Queer As Folk | ブライアン・キニー       | レギュラー 日本未公開                                          |
| 2003      | LAW & ORDER:性犯罪特捜班 Law & Order SVU               | ギャレット・ラング医師   | ゲスト出演 (S4E24)                                             |
| 2006      | ザ・ユニット 米軍極秘部隊 The Unit                     | ローリー                 | ゲスト出演 (S1E7, E10)                                         |
| 2006      | 失踪-Vanished Vanished                                 | グラハム・ケルトン捜査官 | レギュラー (E1-E7)                                             |
| 2006      | デッドウッド〜銃とSEXとワイルドタウン Deadwood         | ワイアット・アープ       | ゲスト出演 (S3E8, E9)                                          |
| 2007      | グレイズ・アナトミー 恋の解剖学 Grey's Anatomy         | シェーン                 | ゲスト出演 (S4E9, E10)                                         |
| 2008-2009 | デスパレートな妻たち Desperate Howswives               | ジャクソン               | ゲスト出演 (S4E17, S5E1-E8, E11, E12, E21-E23)                 |
| 2010      | CSI:ニューヨーク CSI: NY                               | ケヴィン・スコット       | ゲスト出演 (S6E22)                                             |
| 2010-2011 | Hellcats                                               | ジュリアン・パリッシュ   | 準レギュラー (S1E3, E5, E6, E10, E13, E15, E19-E21) 日本未公開 |
| 2011-2012 | シークレット・サークル The Secret Circle               | チャールズ・ミード       | レギュラー                                                     |
| 2013      | Defiance                                               | コナー・ラング           | ゲスト出演 (S1E6, E8, E9) 日本未公開                           |

### 映画
| 公開年 | 邦題 原題                                                        | 役名                       | 備考                                                               |
| ------ | ---------------------------------------------------------------- | -------------------------- | ------------------------------------------------------------------ |
| 2003   | Particles of Truth                                               | Morrison Wiley             | 日本未公開                                                         |
| 2003   | Rhinoceros Eyes                                                  | Detective Phil Barbara     | 日本未公開                                                         |
| 2003   | Wake                                                             | Kyle Riven                 | 日本未公開                                                         |
| 2005   | Fathers and Sons                                                 | Elliott                    | テレビ映画 日本未公開                                              |
| 2005   | The Unseen                                                       | Harold                     | 日本未公開                                                         |
| 2005   | Martha Behind Bars                                               | Peter Bacanovic            | テレビ映画 日本未公開                                              |
| 2006   | Falling for Grace(East Broadway)                                 | Andrew Barrington, Jr.     | 日本未公開                                                         |
| 2008   | Passenger Side                                                   | Karl                       | 日本未公開                                                         |
| 2010   | Fertile Ground                                                   | Nate Weaver/William Weaver | 日本未公開                                                         |
| 2011   | Low Fidelity                                                     | Ted                        | 日本未公開                                                         |
| 2011   | Rehab                                                            | Dr. Daniel Brody           | 日本未公開                                                         |
| 2013   | The Spirit Game                                                  | Reggie                     | ショートフィルム 日本未公開                                        |
| 2015   | アンドロン：ザ・ブラック・ラビリンス Andròn: The Black Labyrinth | ジュリアン                 | クレジットは本名のゲイル・モーガン・ハロルド三世 日本ではDVDスルー |